# Alpes pennines
Ne doit pas être confondu avec Apennins.
Les Alpes pennines (en italien Alpi Pennine), ou généralement Alpes valaisannes (en allemand Walliser Alpen) pour leur partie septentrionale, sont un massif des Alpes. Le terme désigne également une ancienne province romaine (en latin Alpes Pœninæ). La graphie française ne permet pas de faire la distinction entre les deux, mais l'on trouve parfois l'orthographe « Alpes Poenines » pour désigner la province.
Toutes deux, néanmoins, font référence à la partie de la chaîne qui va du col du Grand-Saint-Bernard au massif du Saint-Gothard en débordant sur les deux versants, suisse au nord (Valais) et italien au sud (Vallée d'Aoste et Piémont).
Les Alpes pennines culminent à la pointe Dufour au mont Rose (4 634 m).

## Toponymie
Contrairement à d'autres historiens romains antérieurs à son œuvre, Tite-Live refuse de voir le moindre rapprochement du nom Alpes poeninae avec poenus qui veut dire punique, et juge invraisemblable le passage des Alpes par Hannibal en ces lieux. Il donne comme argument que les tribus locales, les Sédunes et les Véragres, rapportent que ce nom vient du dieu Poeninus adoré sur leurs sommets. Malgré Tite-Live, les écrivains postérieurs reprirent cette étymologie fantaisiste, Pline l'Ancien, Ammien Marcellin, Isidore de Séville, jusqu'au moderne Gaffiot (édition 2000) qui donne cette étymologie sans discuter.
Plus sérieusement, des chercheurs ont fait dériver ce nom du gaulois pennos, « tête, sommet, extrémité », qui aurait formé un nom de divinité Penn. Toutefois, la prononciation de poeninus avec une diphtongue marquée oe empêche ce rapprochement. Deux inscriptions rupestres découvertes dans la commune de Carona près de Bergame et étudiées en 2008 par Filippo Motta confortent la thèse de Tite-Live : datables des IIIe et IIe siècles av. J.-C., rédigées dans l'alphabet de Lugano employé par les Celtes de Gaule cisalpine, elles semblent être des dédicaces indigènes faisant référence à poininos et pionunei.

## Géographie

### Situation

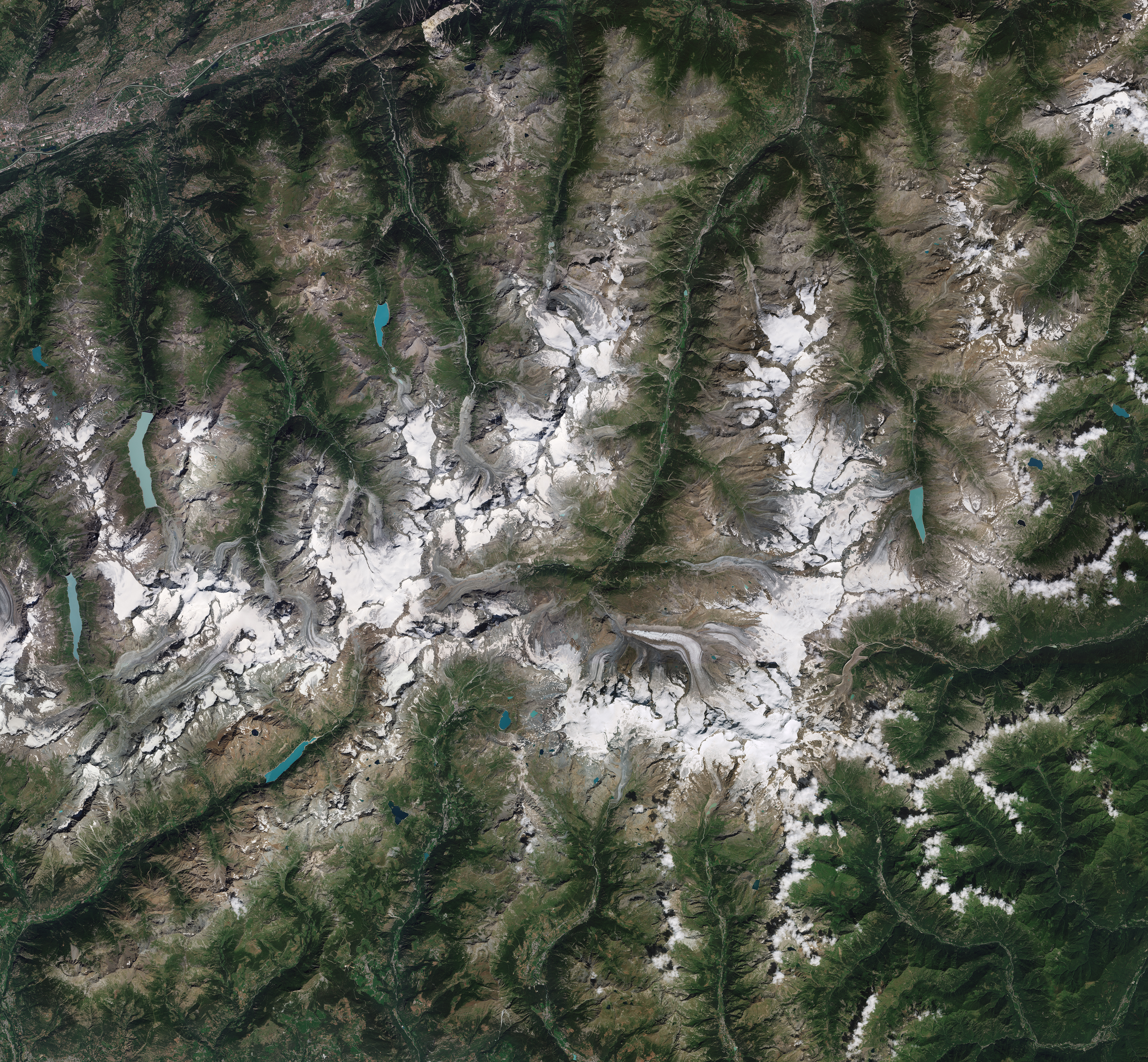
Vue satellite des Alpes pennines en 2020.

La crête principale des Alpes pennines s'étend d'ouest en est, du Petit col Ferret au col du Simplon. Le massif est limité au nord par la vallée du Rhône, au sud-ouest par la vallée d'Aoste parcourue par la Doire baltée, et à l'est par le Toce. Les montagnes du canton du Valais situées au nord de la vallée du Rhône font partie des Alpes bernoises. Pour le reste, se trouvent à l'ouest les Alpes grées (y compris le massif du Mont-Blanc et le massif du Grand-Paradis) et à l'est les Alpes lépontines.
Les Alpes pennines comprennent, entre autres le mont Rose, le massif des Mischabels, le Grand Combin, le Cervin et le Weisshorn, soit les plus hauts sommets de la Suisse et même de l'Europe de l'Ouest, si l'on excepte le massif du Mont-Blanc.
Elles se terminent au sud par les Préalpes biellaises (mont Mars).

### Principaux sommets

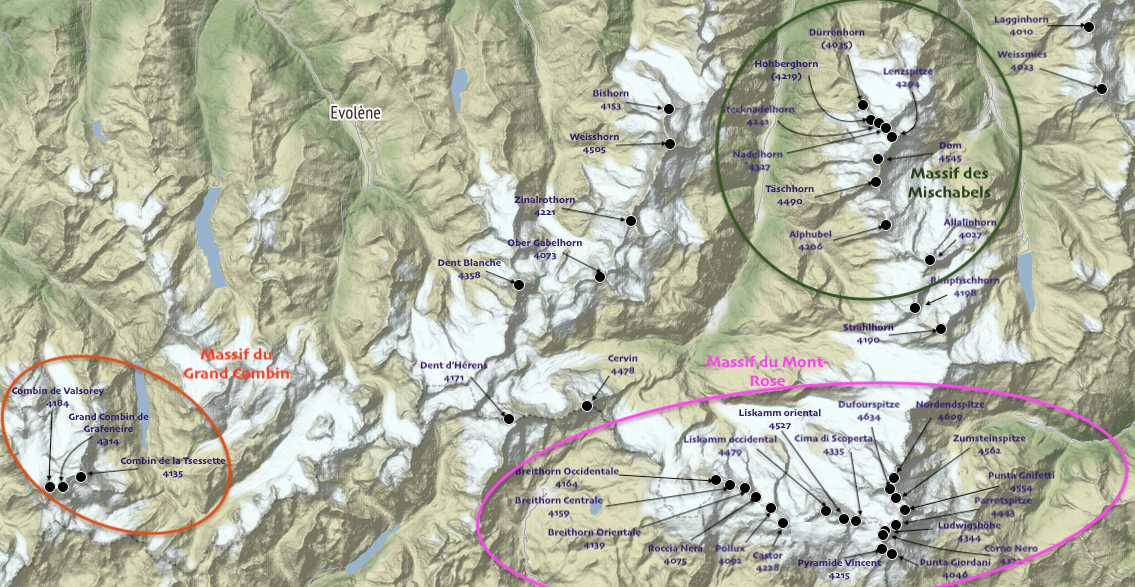
Localisation des sommets de plus de 4000 m dans les Alpes pennines.

Il existe 41 sommets de plus de 4 000 mètres d'altitude dans les Alpes pennines, soit la moitié des 82 sommets recensés au-delà de cette altitude dans les Alpes. L'autre moitié se répartit en cinq massifs alpins.
- Pointe Dufour (mont Rose), 4 634 m
- Nordend (mont Rose), 4 608 m
- Pointe Zumstein (mont Rose), 4 562 m
- Pointe Gnifetti (mont Rose), 4 553 m
- Dom des Mischabel (massif des Mischabels), 4 545 m
- Liskamm oriental, 4 533 m
- Weisshorn, 4 506 m
- Täschhorn (massif des Mischabels), 4 491 m
- Liskamm occidental, 4 479 m
- Cervin (Matterhorn), 4 478 m
- Pointe Parrot (mont Rose), 4 434 m
- Dent Blanche, 4 358 m
- Ludwigshöhe (mont Rose), 4 342 m
- Nadelhorn (massif des Mischabels), 4 327 m
- Schwarzhorn (mont Rose), 4 318 m
- Combin de Grafenaire (Grand Combin), 4 314 m
- Lenzspitze (massif des Mischabels), 4 294 m
- Stecknadelhorn (massif des Mischabels), 4 239 m
- Castor, 4 223 m
- Zinalrothorn, 4 222 m
- Hohberghorn (massif des Mischabels), 4 217 m
- Pyramide Vincent (mont Rose), 4 215 m
- Alphubel (massif des Mischabels), 4 206 m
- Rimpfischhorn, 4 199 m
- Strahlhorn, 4 190 m
- Combin du Valsorey (Grand Combin) 4 186 m
- Dent d'Hérens, 4 173 m
- Breithorn occidental (Breithorn), 4 163 m
- Breithorn central (Breithorn), 4 160 m
- Bishorn, 4 151 m
- Breithorn oriental (Breithorn), 4 139 m
- Combin de la Tsessette (Grand Combin) 4 135 m
- Breithornzwillinge (Breithorn), 4 106 m
- Pollux, 4 092 m
- Roche Noire (Breithorn), 4 075 m
- Ober Gabelhorn, 4 064 m
- Pointe Giordani (mont Rose), 4 046 m
- Dürrenhorn (massif des Mischabels), 4 034 m
- Allalinhorn, 4 027 m
- Weissmies, 4 017 m
- Lagginhorn, 4 010 m

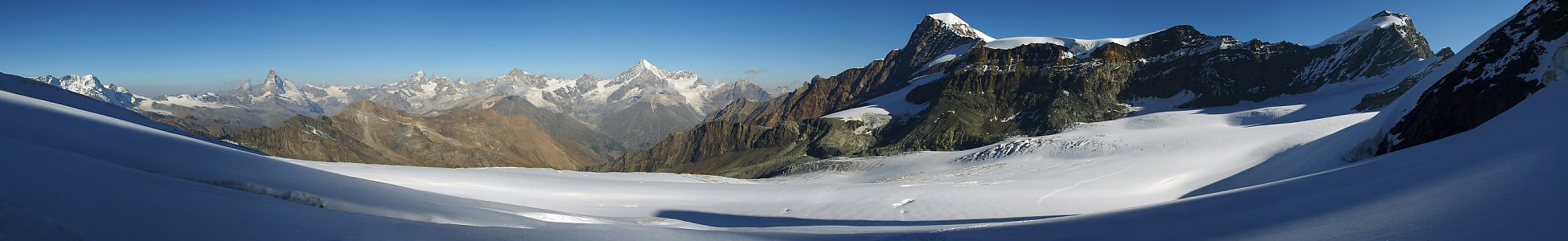
Vue panoramique des Alpes valaisannes depuis l'Allalinpass. On peut observer le Breithorn, le Cervin, la dent d'Hérens, la dent Blanche, l'Ober Gabelhorn, le Zinalrothorn, le Weisshorn, le Bishorn, l'Alphubel et l'Allalinhorn.

Parmi les autres sommets notables figurent :
- l'Adlerhorn, 3 986 m
- le Grand Cornier, 3 962 m
- le Petit Cervin, 3 882 m
- les Jumeaux, 3 875 m
- le Brunegghorn, 3 833 m
- la tour de Boussine, 3 831 m
- le Pigne d'Arolla, 3 831 m
- le Hohgwächte, 3 739 m
- le Besso, 3 668 m
- le mont Collon, 3 787 m
- le Barrhorn, 3 610 m
- le Schwarzberghorn, 3 609 m
- le Mont Brûlé, 3 576 m
- les pointes de Mourti, 3 564 m
- Le Ritord, 3 557 m
- le pic de Luseney, 3 504 m
- la pointe de Vouasson, 3 489 m
- le Château des Dames, 3 488 m
- le mont Morion, 3 487 m
- le pic d'Arbière, 3 442 m
- le mont Cerf, 3 430 m
- la Grande dent de Veisivi, 3 419 m
- le Mettelhorn, 3 405 m
- le mont Ros, 3 404 m
- le Pigne de la Lé, 3 396 m
- l'Unter Gabelhorn, 3 391 m
- la pointe des Fontanelles, 3 384 m
- la Rosablanche, 3 335 m
- la Grande Rochère, 3 326 m
- le Corno Bianco, 3 320 m
- la pointe du Tsan, 3 320 m
- le mont Pisonet, 3 215 m
- le pic Châtelé, 3 208 m
- la Glaize de Bonalé, 3 201 m
- la Grande Cemette, 3 166 m
- le mont Chenaille, 3 144 m
- la pointe Straling, 3 115 m
- le mont Berrio, 3 075 m
- le mont Faromaz, 3 073 m
- le mont Fallère, 3 059 m
- le Corno Vitello (Chalberhòre), 3 057 m
- le Corno del Camosco, 3 026 m

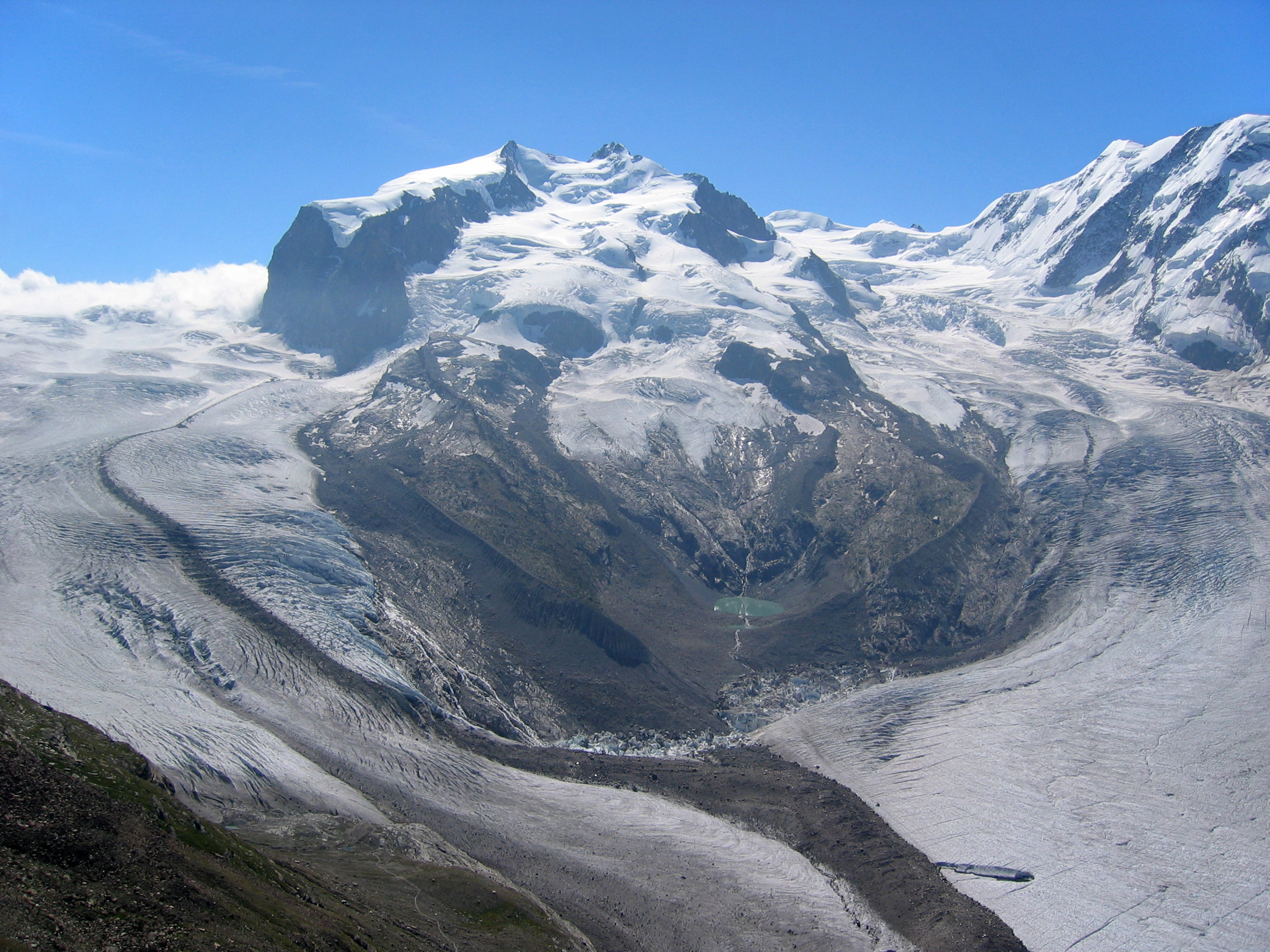
Le mont Rose (4 634 m).
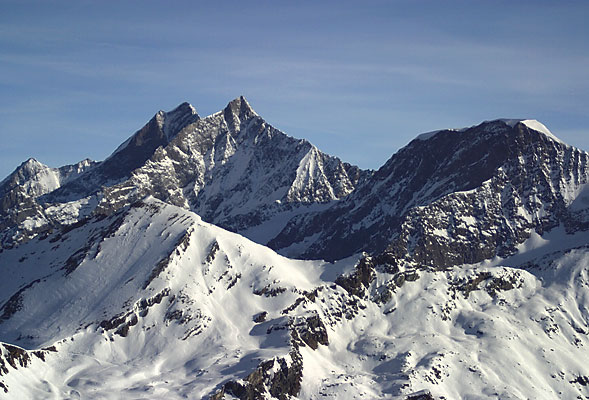
Le Dom des Mischabel (4 545 m) et le Täschhorn (4 491 m).
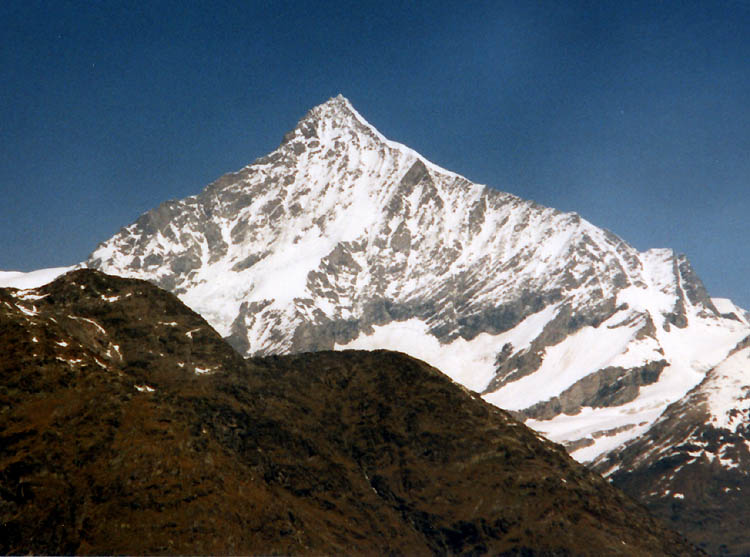
Le Weisshorn (4 506 m).
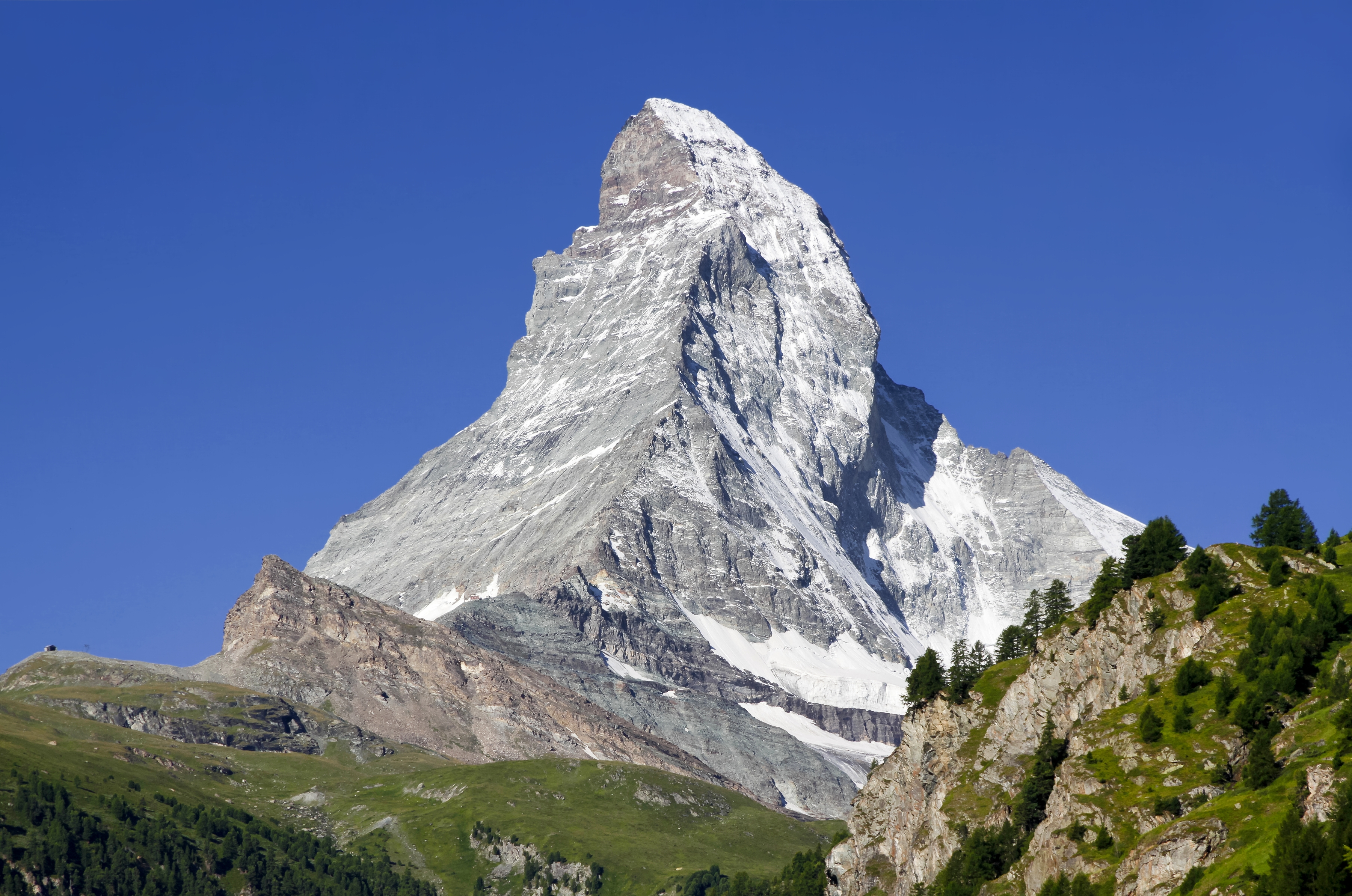
Le Cervin (4 478 m).

## Histoire

Les Alpes Poenines dans l'Empire romain, vers 120.

Avant de devenir une province romaine, les Alpes Poenines (Alpes Pœninæ) furent tout à la fois une barrière et un lieu de passage. Tite-Live cite ainsi le passage vers le sud des tribus celtes des Boïens et des Lingons à travers les Alpes poenines, peut-être par le col du Grand-Saint-Bernard, au début du IVe siècle av. J.-C.
Lors de la guerre des Gaules, fin 57 av. J.-C., les Véragres et les Sédunes se soulevèrent contre la présence à Octodurus de Galba (arrière-grand-père du futur empereur) que César avait envoyé pour assurer les liaisons avec l'Italie. La région fut intégrée au territoire romain sous Auguste après l'opération combinée de Drusus et Tibère dans les Alpes. Elle regroupait le territoire de quatre tribus, celtes mais non helvètes : Véragres, Sédunes, Nantuates et Ubères, des peuplades "à demi-germaniques" selon Tite-Live, qui occupaient le Valais actuel.

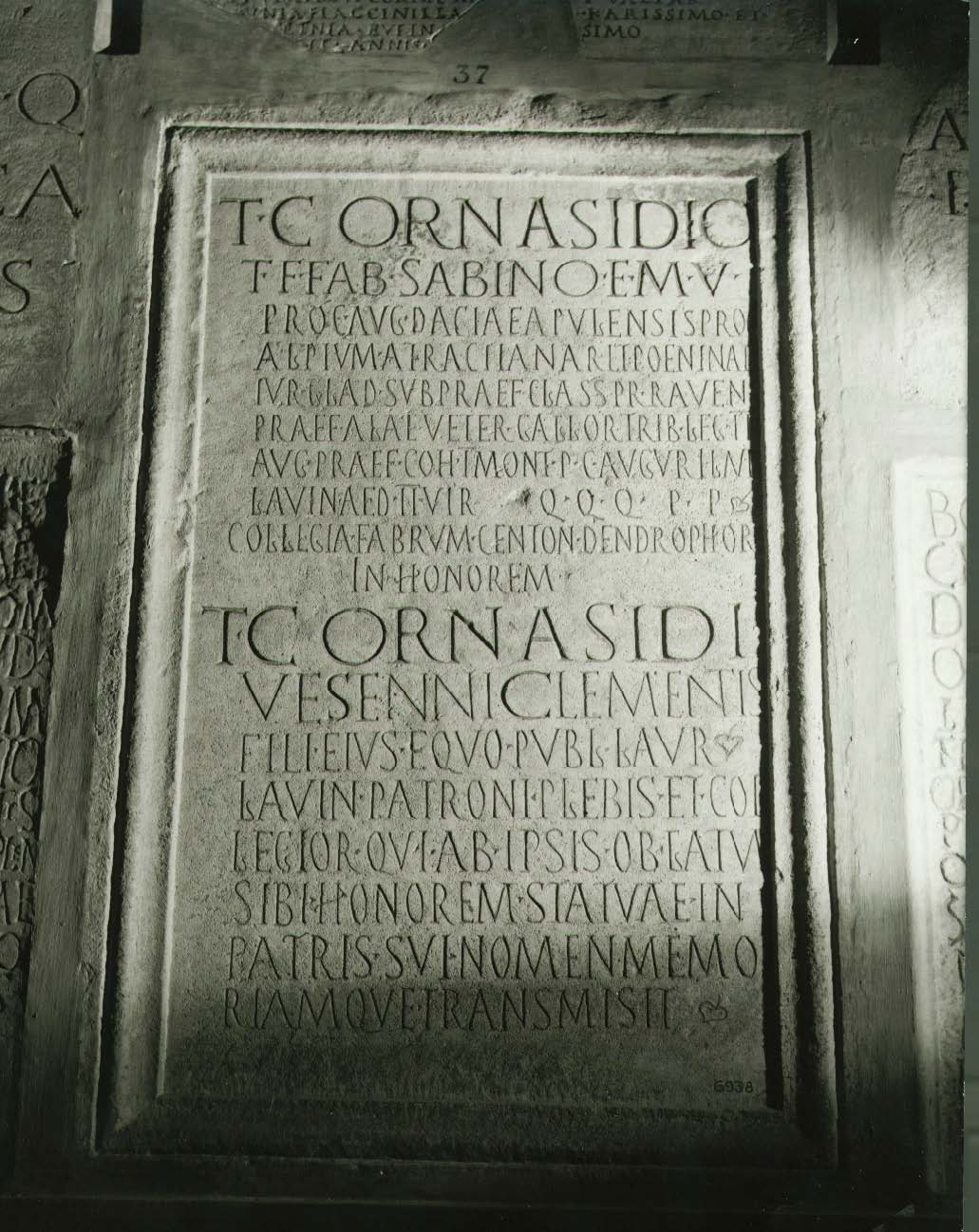
Inscription latine de Falerio (Picenum) portant le cursus honorum de T. Cornasidius Sabinus qui fut gouverneur de la province des Alpes pennines (procurateur d'Auguste avec le droit de glaive). Ici les Alpes pennines sont rattachées aux Alpes Atractianarum.

Conquise par Tibère et Drusus en 15 av. J.-C., la Vallis Poenina fut rattachée à la Rhétie-Vindélicie. Les quatre cités celtes semblent avoir gardé d'abord une grande autonomie, les documents les nommant soit séparément, soit sous le nom des quatre cités de la Vallée Poenine.
Vers 47, l'empereur Claude crée à proximité d'Octodurus (aujourd'hui Martigny), ville principale des Véragres, le Forum Claudii Vallensium. Cette localité devient la capitale des Alpes Poenines. C'est à cette date que les quatre cités sont réunies en une seule, la civitas Vallensis.
La date de fondation de la province reste cependant incertaine. En effet, il n'y a guère de documents relatant la création elle-même. 47 est la date la plus communément avancée car elle correspond à la fondation du Forum Claudii Vallensium, mais d'autres citent une date aussi tardive que la seconde moitié du IIe siècle.
À partir du IIIe siècle au moins, le procurateur de la province est également celui des Alpes Grées (la Tarentaise), sans que l'on puisse préciser clairement la date du rattachement. Finalement, ces deux provinces sont désignées durant le Bas-Empire romain en une seule province, les Alpes Grées et Poenines. Ces deux éléments font dire à certains historiens que les Alpes Poenines n'ont jamais formé une province à part entière mais ont été rattachées aux Alpes Grées dès leur séparation de la Rhétie.
Au péage celte d'Agaune (actuellement Saint-Maurice), les Romains substituèrent une douane percevant le Quarantième des Gaules, taxe de 2,5 % sur la valeur des marchandises.

## Stations de sports d'hiver

### En Italie
- Alagna Valsesia
- Alpe di Mera (Scopello)
- Bielmonte
- Breuil
- Casale Corte Cerro
- Cervatto
- Chamois
- Champoluc
- Domodossola
- Gressoney-La-Trinité
- Gressoney-Saint-Jean
- Macugnaga
- Oropa (Biella)
- Stresa
- Torgnon
- Valtournenche

### En Suisse
- Arolla
- Bagnes (Bruson)
- Bourg-Saint-Pierre
- Chandolin
- Evolène
- Grächen
- Grimentz
- La Fouly
- La Tzoumaz (Mayens de Riddes)
- Liddes (Vichères)
- Nax
- Nendaz
- Saas-Almagell
- Saas-Fee
- Saas-Grund
- Saint-Luc
- Staldenried
- Thyon
- Tourtemagne
- Unterbäch
- Verbier
- Vercorin
- Veysonnaz
- Visperterminen
- Zermatt
- Zinal